# 탬파베이 버커니어스

탬파베이 버커니어스(영어: Tampa Bay Buccaneers)는 미국 플로리다주 탬파에 본거지를 둔 NFL팀이다. NFC 남부지구에 소속되어 있다. 간단히 벅스(영어: Bucs)라고 불린다.

## 같이 보기
- 탬파베이 라이트닝
- 탬파베이 레이스
- 탬파베이 라우디스